# Exoprosopa allothyris
Exoprosopa allothyris är en tvåvingeart som beskrevs av Mario Bezzi 1920. Exoprosopa allothyris ingår i släktet Exoprosopa och familjen svävflugor. Inga underarter finns listade i Catalogue of Life.